# Дессау, Линда
Линда Дессау (англ. Linda Dessau), полное имя Линда Марион Дессау (англ. Linda Marion Dessau; род. 8 мая 1953, Мельбурн, Виктория, Австралия) — австралийский юрист и политик, 29-й губернатор Виктории (2015—2023).

## Биография
Линда Дессау родилась 8 мая 1953 года в Мельбурне (Виктория, Австралия). Она была младшей из четырёх детей Джона и Сибил Дессау. Её отец, Джон Дессау, переехал в Австралию из Польши в 1929 году, опасаясь преследований из-за своего еврейского происхождения. Он работал на чулочной фабрике в Мельбурне, а затем открыл свой бизнес. Мать Линды, Сибил, родилась в Мельбурне. Она скончалась в возрасте 46 лет, когда Линде было 17 лет.
В 1973 году Линда Дессау с отличием окончила школу права Мельбурнского университета и получила степень бакалавра права (англ. Bachelor of Laws, LLB). С 1975 года она работала в Верховном суде Виктории в качестве адвоката, позднее её специализацией стало семейное право. В 1982 году она вышла замуж за адвоката Энтони Ховарда (Anthony Howard); после этого они вместе работали в генеральной прокуратуре Гонконга. В 1985 году Линда Дессау продолжила свою работу в Австралии, занимаясь проектом менеджмента системы рассмотрения уголовных преступлений. В июне 1995 года она была назначена судьёй Суда по семейным делам Австралии. В этой должности она проработала 18 лет, до июля 2013 года.
В феврале 2015 года премьер Виктории Дэниел Эндрюс объявил, что Линда Дессау будет назначена губернатором Виктории и приступит к обязанностям 1 июля 2015 года. 30 июня 2015 года она приняла присягу и официально вступила в должность, став 29-м губернатором Виктории и первой женщиной на этом посту. Дессау проработала губернатором штата до 30 июня 2023 года.
В июне 2010 года Линда Дессау стала членом ордена Австралии (A.М.), а в 2017 году она стала компаньоном ордена Австралии (A.C.).